# 乌尔坦
乌尔坦（法語：Hourtin，法語發音：[uʁtɛ̃]）是法国吉伦特省的一个市镇，属于莱斯帕尔梅多克区。

## 地理
乌尔坦（45°11'10"N, 1°3'27"W）面积190.5 平方千米，位于法国新阿基坦大区吉倫特省，该省份为法国西南部沿海省份，是法國本土面积最大的省，北起滨海夏朗德省，西临大西洋，南至朗德省，东南接洛特-加龍省，东临多爾多涅省。
与乌尔坦接壤的市镇（或旧市镇、城区）包括：滨海诺雅克、卡尔康、莱斯帕尔梅多克、圣日耳曼代斯特伊、圣洛朗梅多克。

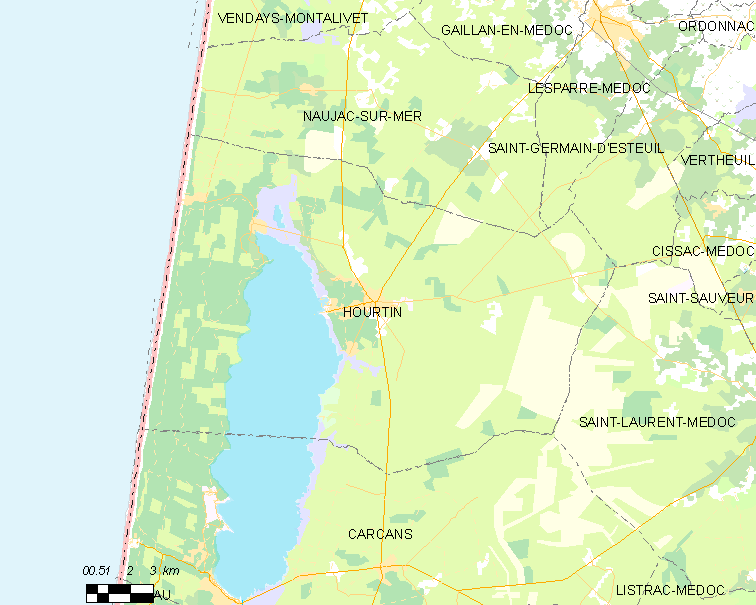
乌尔坦的OSM定位图

乌尔坦的时区为UTC+01:00、UTC+02:00（夏令时）。

## 行政
乌尔坦的邮政编码为33990，INSEE市镇编码为33203。

## 政治
乌尔坦所属的省级选区为南梅多克县。

## 人口

1962-2008年间乌尔坦人口变化图示

乌尔坦于2022年1月1日时的人口数量为4028人。